# Triaeris lacandona
Triaeris lacandona là một loài nhện trong họ Oonopidae.
Loài này thuộc chi Triaeris. Triaeris lacandona được miêu tả năm 1974 bởi Brignoli.